# Friederike Bernhardt
Friederike Bernhardt (* 28. August 1986 in Wittenberg) ist eine deutsche Komponistin und Pianistin, die auch unter den Bühnennamen Prof. Dr. Brigitte Emmersdorfer und Moritz Fasbender tätig ist.

## Biografie
Friederike Bernhardt studierte Klavier am Conservatoire Nationale Toulouse und korrepetierte am Théâtre du Capitole Toulouse. Anschließend studierte sie Dramaturgie und Elektroakustische Komposition bei Ipke Starke an der Hochschule für Musik und Theater „Felix Mendelssohn Bartholdy“ Leipzig.
Bernhardt wirkt als Bühnenmusikerin und Komponistin für Filme und vor allem Theaterhäuser wie das Berliner Ensemble, das Burgtheater Wien, das Deutsche Theater Berlin, das Konzert Theater Bern, das Maxim-Gorki-Theater in Berlin, das Residenztheater in München, das Schauspiel Leipzig und das Thalia Theater Hamburg. Dabei arbeitete sie unter anderem mit Regisseuren wie Sebastian Baumgarten, Robert Borgmann, Sebastian Hartmann, Gordon Kämmerer, Martin Laberenz und Jette Steckel.
Sie komponierte Hörspiele für Deutschlandfunk, SWR und WDR, schuf Sound- und Videoinstallationen unter anderem für das Resonanzen-Festival in Leipzig und schrieb die Festivalmelodie für die Euro-scene Leipzig. Außerdem komponiert sie für das Berliner LAWBF-Kollektiv, ist Pianistin des Klaviertrios ION und Mitglied der Band Beyond w/ Bernhardt, des Duos Geza Cotard sowie des HIDALGO Kollektivs. Ihre Komposition Das schwarze Loch wurde am Zentrum für Kunst und Medien in Karlsruhe uraufgeführt. Seit 2021 veröffentlicht sie elektroakustische Klaviermusik unter dem Pseudonym Moritz Fasbender unter anderem bei der Deutschen Grammophon und dem Leiter Verlag von Nils Frahm.
Seit 2011 ist sie Jurymitglied des Klangsuechtig-Wettbewerbs für Filmmusik.

## Auszeichnungen
- 2015: Stipendiatin des internationalen Artist-in-Residence-Programms Pilotenkueche

## Veröffentlichungen
- 2020: Friederike Bernhardt: „Prediger Salomo“ in Voktett Hannover: „Glaube, Krise, Hoffnung“ (Rondeau)[14]
- 2021: Beyond w/ Bernhardt: „Mushroom Group“ (Teleskop)[15]
- 2022: Moritz Fasbender: „Sonneries de la Rose+Croix: I. Air de l’Ordre“ in „Fragments: Erik Satie“ (Deutsche Grammophon)[11]
- 2022: Moritz Fasbender: „13 Rabbits“ (Edition Dur 005 / Kulturmanufaktur)[16]